# Warhammer 40,000: Space Wolf
Warhammer 40,000: Space Wolf est un jeu vidéo de stratégie au tour par tour développé et édité par HeroCraft, sur Windows, iOS et Android.

## Accueil
- Gamezebo : 3,5/5[1]
- Pocket Gamer : 8/10[2]
- TouchArcade : 3/5[3]